# Temuco
Temuco je grad i općina u južnom Čileu. Glavni je grad regije Araucanía, kao i provincije Cautín. Ime mu dolazi iz jezika Mapudungun, što znači "temu voda", "temu" (Blepharocalyx cruckshankii) je stablo koje Mapuche koriste za medicinske svrhe. Grad je smješten 670 km južno od Santiaga. Prema popisu stanovništva iz 2002. godine Temuco je imao 245.347 stanovnika (117.071 muškaraca i 128.276 žena).
Grad je osnovan 24. veljače 1881. godine kao tvrđava tijekom okupacije Araucaníje.

## Vanjske poveznice
|  | Zajednički poslužitelj ima još gradiva o temi Temuco |

### Španjolski
- Ilustre Municipalidad de Temuco
- Cuerpo de Bomberos de Temuco  Arhivirana inačica izvorne stranice od 2. travnja 2019. (Wayback Machine)
- Primera Compañía de Bomberos de Temuco  Arhivirana inačica izvorne stranice od 22. siječnja 2019. (Wayback Machine)
- Mercado Municipal de Temuco  Arhivirana inačica izvorne stranice od 7. listopada 2016. (Wayback Machine)
- Foro de Jóvenes de Temuco  Arhivirana inačica izvorne stranice od 5. siječnja 2014. (Wayback Machine)
- Foro de Opinion de Temuco  Arhivirana inačica izvorne stranice od 5. siječnja 2014. (Wayback Machine)
- Museo Nacional Ferroviario Pablo Neruda